# Sonnenstein, Thüringen
Sonnenstein är en kommun i Landkreis Eichsfeld i förbundslandet Thüringen i Tyskland.